# Jean-Philippe Caillet
Jean-Philippe Caillet (Boulay-Moselle, 24 giugno 1977) è un allenatore di calcio ed ex calciatore francese, di ruolo difensore.

## Carriera

### Giocatore
Il giocatore ha esperienze con le maglie dell'FC Metz, dell'SM Caen, del Clermont Foot, col PFC Litex Loveč in Bulgaria, col KRC Genk in Belgio, con il Tianjin Teda in Cina e coll'F91 Dudelange.
Il 28 maggio 2013 passa al Differdange 03, formazione lussemburghese.